# Karlovački generalat
Karlovački generalat, vojno-upravno područje u sastavu Vojne krajine koje se razvilo iz Hrvatske krajine krajem 16. stoljeća, kada je zbog obrambenog i upravnog značenja grada Karlovca ime Hrvatske krajine postupno zamijenjeno novim. Sjeverni dio Vojne krajine prozvan je u 17. stoljeću Varaždinski generalat.
Karlovački generalat sastojao se prvobitno od četiri kapetanije: Senjske, Ogulinske, Hrastovičke i Žumberačke, sa središtima u Senju, Ogulinu, Hrastovici i na Žumberku. U 18. stoljeću generalat je podijeljen na pukovnije: Ličku, Otočku, Ogulinsku i Slunjsku pukovniju, dok se Banska krajina sastojala od Prve i Druge banske pukovnije, s time da je zapovjedništvo nad tim dvjema pukovnijama vraćeno pod nadležnost bana i Sabora još 1703. godine.

## Popis zapovjednika Karlovačkog generalata - Hrvatske krajine
- Ivan Ferenberg (Fernberg) iz Auera (1578. – 1579.)
- Ivan Vajkard barun Auersperg (1579. – 1580.)
- Jobst Josip grof od Turna i Križa (1580. – 1589.)
- Andrija barun Auersperg (1589. – 1593.)
- Juraj Lenković od Podbriježja (1593. – 1601.)
- Vid Kisel barun od Fužine (1601. – 1609.)
- Vuk barun Eggenberg (1609. – 1614.)
- Adam grof Trautmansdorf (1615. – 1617.)
- Marquard Eck barun od Hungersbacha (1617. – 1618.)
- Gotfrid Stadel/Stadler (1618. – 1622.)
- Rudolf barun Paar (1622. – 1626.)
- Vuk Krsto Frankopan grof Tržački (1626. – 1652.)
- Herbard grof Auersperg (1652. – 1669.)
- Ivan Josip grof Herberstein (1669. – 1689.)
- Karl Eugen vojvoda od Croya (1689. – 1694.)
- Franjo Karlo grof Auersperg (1694. – 1701.)
- Hanibal Alfons Emanuel knez Porcia (1701. – 1709.)
- Josip grof Rabata (1709. – 1731.)
- Franjo grof Stubenberg (1731. – 1740.)
- Ivan Juraj grof Herberstein (1740. – 1744.)
- vojvoda Fridrik Josip Maria Hildburghausen (1744. – 1748.)
- Leopold barun Scherzer (1748. – 1754.)
- Benvenuto grof Petazzi (1754. – 1763.)
- Filip Levin barun Beck (1763. – 1768.)
- Franjo barun Preis (1768. – 1771.)
- Vjenceslav Kleefeld barun od Hnojeka (1771. – 1777.)
- Samuel grof Gjulaj (1777. – 1786.)
- barun de Vins (1786. – 1790.)
- Ivan grof Erdödy (1790. – 1791.)
- grof Kaunitz od Rittberga (1791. – 1799.)
- Chernell v. Chernellhasa (1799. – 1807.)
- barun Hiller (1807. – 1809.)
- Christoph von Lattermann (1809.)
- grof Carra St. Cyr (1809. – 1810.) (Napoleonova francuska uprava)
- barun Delzon (1810. – 1812.) (Napoleonova francuska uprava)
- barun de Pourally (1812.) (Napoleonova francuska uprava)
- barun Jeanin (1813.) (Napoleonova francuska uprava)
- Pavao pl. Radivojević (1814. – 1829.)